# Querétaro (municipi)
Querétaro és un municipi de l'estat de Querétaro (Mèxic). Santiago de Querétaro és el cap de municipi i principal centre de població d'aquesta municipalitat. Aquest municipi és a la part sud de l'estat de Querétaro. Limita al nord amb els municipis de El Marqués, al sud amb Corregidora, a l'oest amb l'estat de Guanajuato i a l'est amb Huimilpan.